# Goren (mošav)
Goren (hebrejsky גֹּרֶן nebo גורן, doslova „mlat“, v oficiálním přepisu do angličtiny Goren) je vesnice typu mošav v Izraeli, v Severním distriktu, v Oblastní radě Ma'ale Josef.

## Geografie
Leží v nadmořské výšce 369 metrů, v hornaté oblasti na západních svazích Horní Galileji, cca 12 kilometrů od břehů Středozemního moře a 4 kilometry od libanonských hranic. Mošav leží nad severním svahem kaňonu, kterým protéká vádí Nachal Kaziv. Na protější straně tohoto údolí pak stojí ruiny křižáckého hradu Montfort. Přímo v prostoru vesnice začíná vádí Nachal Galil, které pak směřuje mírně zvlněnou a zalesněnou krajinou k severozápadu, kde u hory Har Uchman ústí do kaňonu vádí Nachal Becet.
Obec se nachází cca 5 kilometrů severozápadně od města Ma'alot-Taršicha, cca 117 kilometrů severoseverovýchodně od centra Tel Avivu a cca 35 kilometrů severovýchodně od centra Haify. Goren obývají Židé, přičemž osídlení v tomto regionu je převážně židovské. Zcela židovská je oblast západně odtud, směrem k Izraelské pobřežní planině, i na severní straně při hranicích s Libanonem. Na jižní a východní straně začíná území s vyšším podílem obcí, které obývají izraelští Arabové.
Goren je na dopravní síť napojen pomocí místní silnice číslo 899, která vede na východ k dalším vesnicím Even Menachem a Šomera a na západ k osadám Ja'ara a Ejlon.

## Dějiny
Goren byl založen v roce 1950. Zakladateli osady byla skupina židovských přistěhovalců z Jemenu. Ti ale po krátké době osadu opustili a byli roku 1951 nahrazeni skupinou osadníků z řad židovských imigrantů ze severní Afriky.
V obcí fungují zařízení předškolní péče, základní škola je ve vesnici Becet nebo ve městě Šlomi. K dispozici zde je obchod, synagoga, společenské centrum a sportovní areály. V roce 2001 se u vesnice otevřela průmyslová zóna, provozovaná Oblastní radou Ma'ale Josef.

## Demografie
Obyvatelstvo mošavu Goren je sekulární. Podle údajů z roku 2014 tvořili naprostou většinu obyvatel v Goren Židé (včetně statistické kategorie "ostatní", která zahrnuje nearabské obyvatele židovského původu ale bez formální příslušnosti k židovskému náboženství).
Jde o menší sídlo vesnického typu s dlouhodobě stagnující populací. K 31. prosinci 2014 zde žilo 448 lidí. Během roku 2014 populace stoupla o 3,2 %.
| Rok            | 1961 | 1972 | 1983 | 1995 | 2001 | 2003 | 2004 | 2005 | 2006 | 2007 | 2008 | 2009 | 2010 | 2011 | 2012 | 2013 | 2014 |
| -------------- | ---- | ---- | ---- | ---- | ---- | ---- | ---- | ---- | ---- | ---- | ---- | ---- | ---- | ---- | ---- | ---- | ---- |
| Počet obyvatel | 286  | 339  | 374  | 403  | 456  | 441  | 425  | 440  | 438  | 440  | 426  | 429  | 431  | 421  | 431  | 434  | 448  |